# Liste der Biografien/Smith, C
Liste der Biografien |
Portal Biografien |
C Personensuche
# |
A |
B |
C |
D |
E |
F |
G |
H |
I |
J |
K |
L |
M |
N |
O |
P |
Q |
R |
S |
T |
U |
V |
W |
X |
Y |
Z |
?
 
Sa |
Sb |
Sc |
Sd |
Se |
Sf |
Sg |
Sh |
Si |
Sj |
Sk |
Sl |
Sm |
Sn |
So |
Sp |
Sq |
Sr |
Ss |
St |
Su |
Sv |
Sw |
Sy |
Sz
 
Sma |
Smb |
Sme |
Smi |
Smj |
Smo |
Smr |
Smu |
Smy
 
Smia |
Smic |
Smid |
Smie |
Smig |
Smij |
Smik |
Smil |
Smir |
Smis |
Smit
 
Smita |
Smite |
Smith |
Smitk |
Smitr |
Smits |
Smitt
 
Smith, A |
Smith, B |
Smith, C |
Smith, D |
Smith, E |
Smith, F |
Smith, G |
Smith, H |
Smith, I |
Smith, J |
Smith, K |
Smith, L |
Smith, M |
Smith, N |
Smith, O |
Smith, P |
Smith, Q |
Smith, R |
Smith, S |
Smith, T |
Smith, U |
Smith, V |
Smith, W |
Smith, Y |
Smith, Z |
Smith? |
Smitha |
Smithe |
Smithi |
Smiths |
Smithw |
Smithy
Die Liste der Biografien führt alle Personen auf, die in der deutschsprachigen Wikipedia einen Artikel haben. Dieses ist eine Teilliste mit 99 Einträgen von Personen, deren Namen mit den Buchstaben „Smith, C“ beginnt.

## Smith, C
- Smith, C. Aubrey (1863–1948), britischer Schauspieler und Begründer des Hollywood Cricket ClubC. Aubrey Smith (1863–1948)

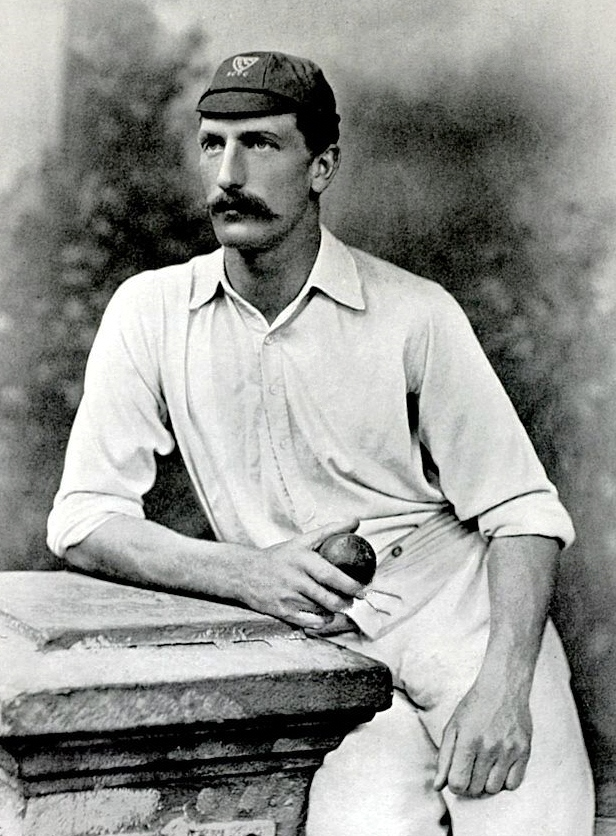
C. Aubrey Smith (1863–1948)

- Smith, C. de Witt († 1865), US-amerikanischer Politiker

### Smith, Ca
- Smith, Cal (1932–2013), US-amerikanischer Country-Musiker
- Smith, Caleb (* 1983), US-amerikanischer Skeletonfahrer
- Smith, Caleb Blood (1808–1864), US-amerikanischer Politiker
- Smith, Callum (* 1990), britischer Boxer
- Smith, Callum (* 1992), britischer Skilangläufer
- Smith, Calvin (* 1961), US-amerikanischer Sprinter und Olympiasieger
- Smith, Calvin (* 1987), US-amerikanischer Sprinter
- Smith, Cam, britischer Comiczeichner
- Smith, Cameron (* 1993), australischer Golfsportler
- Smith, Cameron (* 1993), schottischer Curler
- Smith, Cammy (* 1995), schottischer Fußballspieler
- Smith, Campbell (1925–2015), neuseeländischer Dramatiker, Dichter, Holzschneider, Künstler, Lehrer und Mentor
- Smith, Carl (1927–2010), US-amerikanischer Country-Sänger
- Smith, Carl Frithjof (1859–1917), norwegischer Porträt- und Genremaler
- Smith, Carleton Sprague (1905–1994), US-amerikanischer Musik- und Kulturwissenschaftler, Bibliothekar, Hochschullehrer und Flötist
- Smith, Caroline, Szenenbildnerin, Requisiteurin und Artdirectorin
- Smith, Caroline (1906–1994), US-amerikanische Wasserspringerin
- Smith, Carrie (1941–2012), US-amerikanische Jazz- und Bluessängerin
- Smith, Carson (1931–1997), US-amerikanischer Jazzbassist
- Smith, Carter (* 1971), amerikanischer Fotograf, Filmregisseur und Drehbuchautor
- Smith, Casey (* 1992), US-amerikanischer Biathlet
- Smith, Cat (* 1985), britische Politikerin

### Smith, Ce
- Smith, Cecil Elaine Eustace (1908–1997), kanadische Eiskunstläuferin
- Smith, Cecil Harcourt (1859–1944), englischer Klassischer Archäologe und Direktor des Victoria and Albert Museums in London
- Smith, Cecilia (1911–1980), australische Aktivistin
- Smith, Cedric (1917–2002), britischer Mathematiker
- Smith, Cedric (* 1943), britisch-kanadischer Schauspieler und Sänger

### Smith, Ch
- Smith, Chad (* 1961), US-amerikanischer SchlagzeugerChad Smith (* 1961)

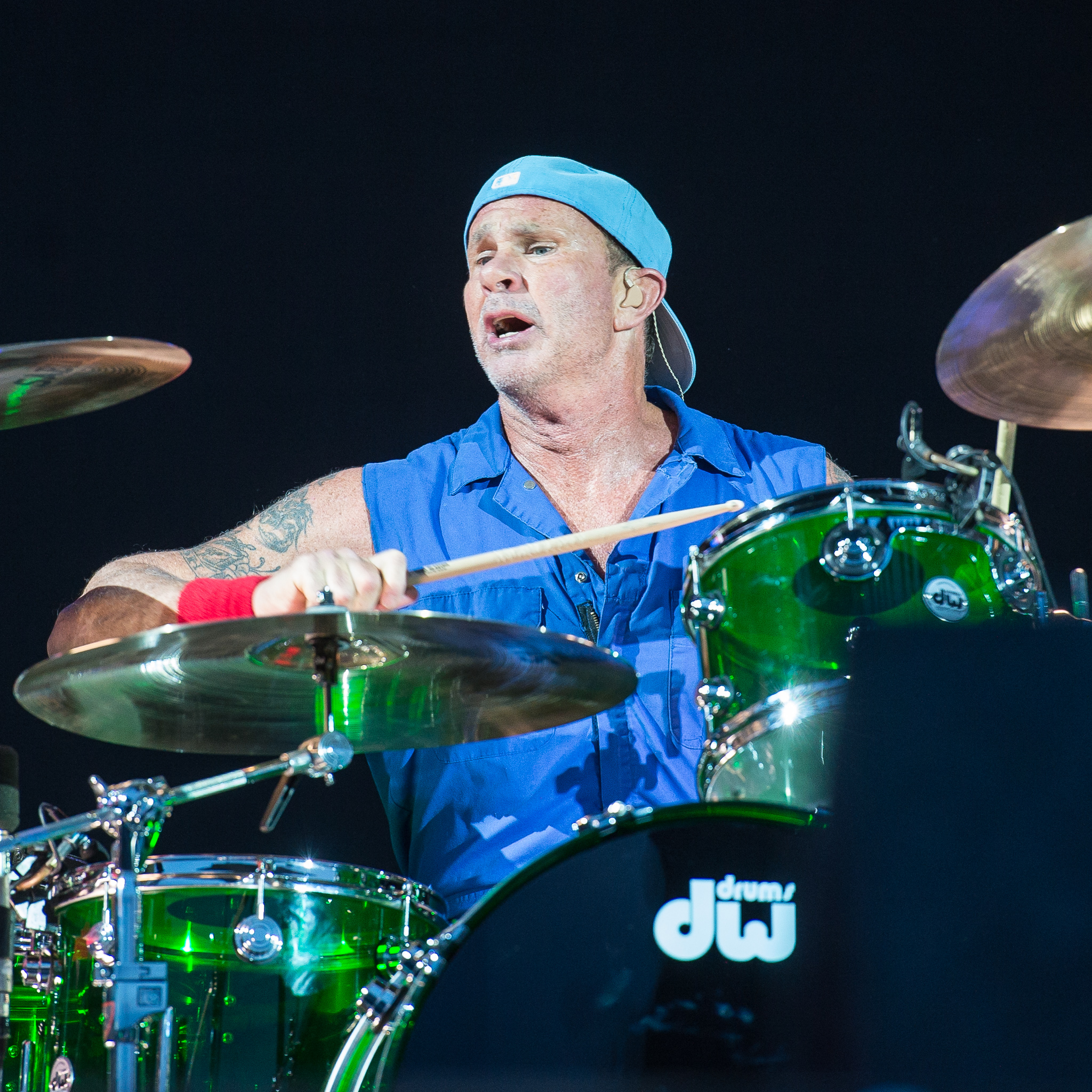
Chad Smith (* 1961)

- Smith, Chad, US-amerikanischer Schauspieler
- Smith, Charles (1889–1969), US-amerikanischer Segler
- Smith, Charles (1919–2008), US-amerikanischer Perkussionist
- Smith, Charles (* 1975), US-amerikanischer Basketballspieler
- Smith, Charles Aurelius (1861–1916), US-amerikanischer Politiker
- Smith, Charles Bennett (1870–1939), US-amerikanischer Politiker
- Smith, Charles Brooks (1844–1899), US-amerikanischer Politiker
- Smith, Charles Edward (1904–1970), US-amerikanischer Jazz-Autor und -Kritiker
- Smith, Charles Emory (1842–1908), US-amerikanischer Politiker
- Smith, Charles Forster (1852–1931), US-amerikanischer Klassischer Philologe
- Smith, Charles Hamilton (1776–1859), englischer Offizier, Zeichner und Naturforscher
- Smith, Charles Henry (1865–1942), US-amerikanischer Autor und Schauspieler
- Smith, Charles Lee (1887–1964), US-amerikanischer Bürgerrechtler
- Smith, Charles Manley (1868–1937), US-amerikanischer Politiker
- Smith, Charles Martin (* 1953), US-amerikanischer SchauspielerCharles Martin Smith (* 1953)

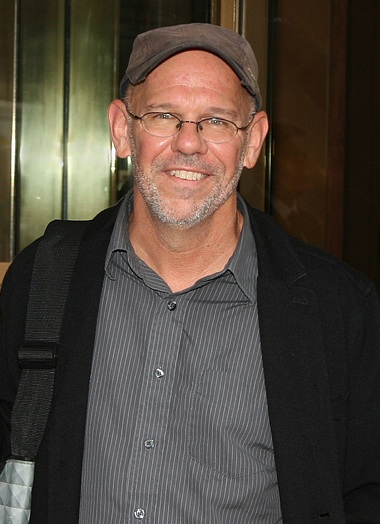
Charles Martin Smith (* 1953)

- Smith, Charles Robert (1887–1959), britischer Kolonialgouverneur von North-Borneo
- Smith, Charles Shaler (1836–1886), US-amerikanischer Bauingenieur, Eisenbahnbrückenbau
- Smith, Charles Sydney (1879–1951), britischer Wasserballspieler
- Smith, Charles-Gustave (1826–1896), kanadischer Organist, Komponist, Maler und Musikpädagoge
- Smith, Charlie (1927–1966), US-amerikanischer Jazz-Schlagzeuger
- Smith, Charlotte Turner (1749–1806), englische Schriftstellerin, Dichterin und Übersetzerin
- Smith, Chelsi (1973–2018), US-amerikanische Schauspielerin, Sängerin und Schönheitskönigin
- Smith, Ches, US-amerikanischer Schlagzeuger und Komponist
- Smith, Chloe (* 1982), britische Politikerin (Conservative Party), Mitglied des House of Commons
- Smith, Chloethiel Woodard (1910–1992), US-amerikanische Architektin und Stadtplanerin
- Smith, Chris (1879–1949), US-amerikanischer Komponist und Vaudeville-Künstler
- Smith, Chris (* 1953), US-amerikanischer Politiker
- Smith, Chris (* 1979), US-amerikanischer Rapper
- Smith, Chris, Baron Smith of Finsbury (* 1951), britischer Politiker (Labour), Mitglied des House of Commons
- Smith, Christen (1785–1816), norwegischer Botaniker und Forschungsreisender
- Smith, Christina (* 1945), US-amerikanische Maskenbildnerin
- Smith, Christina (* 1968), kanadische Bobfahrerin
- Smith, Christo Albertyn (1898–1956), südafrikanischer Botaniker
- Smith, Christopher (* 1965), britischer Althistoriker
- Smith, Christopher (* 1970), britischer Drehbuchautor und Regisseur
- Smith, Christopher Llewellyn (* 1942), britischer Physiker
- Smith, Christy (* 1969), US-amerikanische Politikerin
- Smith, Chuck (1927–2013), US-amerikanischer Prediger und Gründer der evangelikalen Calvary Chapel Church
- Smith, Chuck (* 1949), US-amerikanischer Sprinter

### Smith, Cl
- Smith, Clara († 1935), US-amerikanische Blues-Sängerin
- Smith, Clara Eliza (1865–1943), US-amerikanische Mathematikerin und Hochschullehrerin
- Smith, Clark (* 1995), US-amerikanischer Schwimmer
- Smith, Clark Ashton (1893–1961), US-amerikanischer Dichter, Bildhauer, Maler und Autor von Horror- und Science-Fiction-Kurzgeschichten
- Smith, Claude T. (1932–1987), US-amerikanischer Komponist
- Smith, Clement Lawrence (1844–1909), US-amerikanischer Klassischer Philologe
- Smith, Clint (1913–2009), kanadischer Eishockeyspieler
- Smith, Clyde (1876–1940), US-amerikanischer Politiker

### Smith, Co
- Smith, Colin (1927–1997), englischer Hispanist und Lexikograph
- Smith, Colin (1935–2014), britischer Speerwerfer
- Smith, Colin (* 1983), britischer Ruderer
- Smith, Colin (* 1993), deutsch-kanadischer EishockeyspielerColin Smith (* 1993)

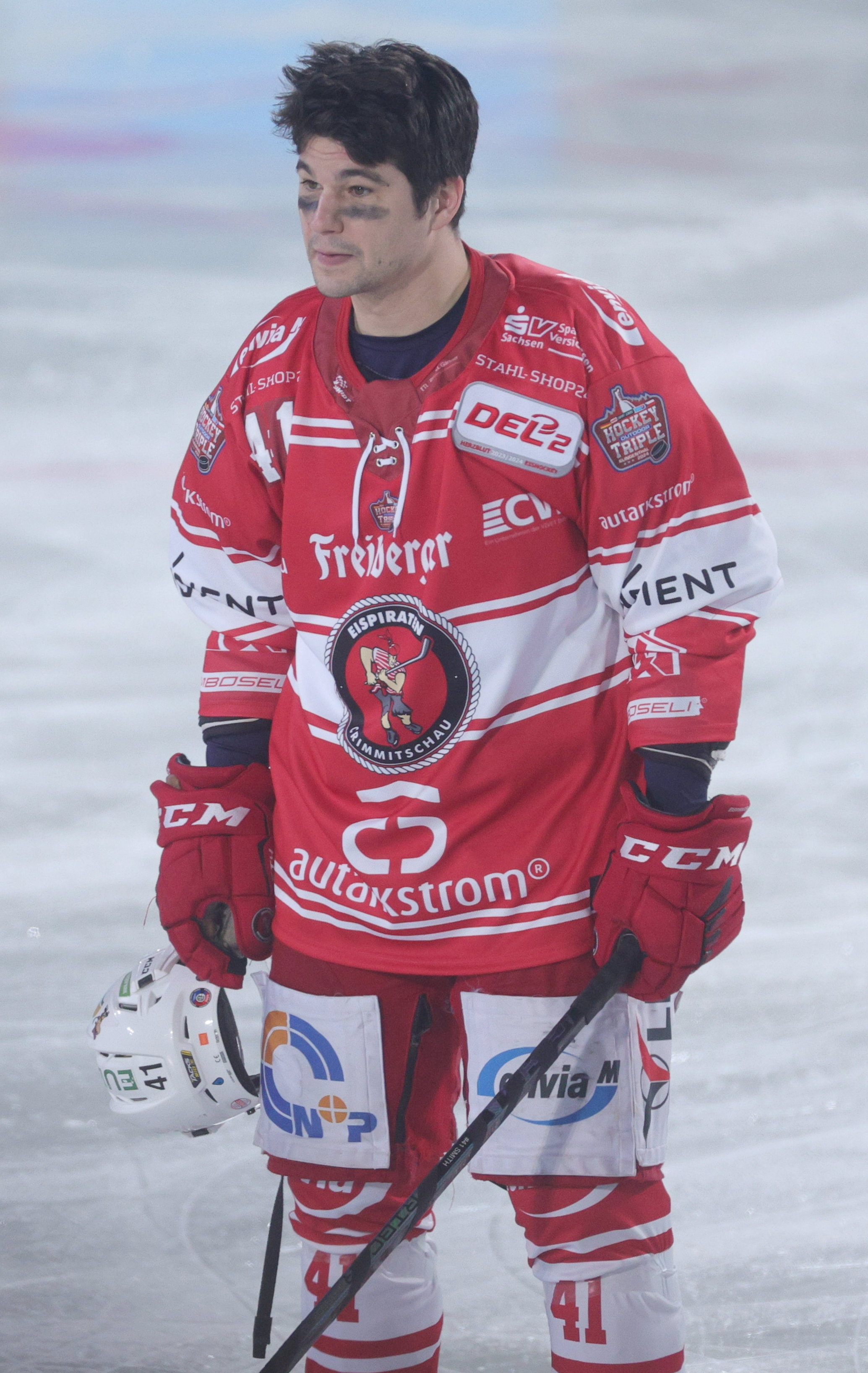
Colin Smith (* 1993)

- Smith, Collie (1933–1959), jamaikanischer Cricketspieler
- Smith, Colton (* 2003), US-amerikanischer Tennisspieler
- Smith, Connie (* 1941), US-amerikanische Countrysängerin
- Smith, Connor (* 2002), schottischer Fußballspieler
- Smith, Conrad (* 1981), neuseeländischer Rugby-Union-Spieler
- Smith, Constance (1928–2003), irische Filmschauspielerin
- Smith, Cordwainer (1913–1966), US-amerikanischer Schriftsteller
- Smith, Corina (* 1991), venezolanische Sängerin, Schauspielerin und Model
- Smith, Cornelius Alvin (* 1937), bahamaischer Politiker, Generalgouverneur der Bahamas
- Smith, Cory Michael (* 1986), US-amerikanischer Schauspieler
- Smith, Cotter (* 1949), US-amerikanischer Schauspieler

### Smith, Cr
- Smith, Craig (* 1976), englischer Fußballspieler
- Smith, Craig (* 1989), US-amerikanischer Eishockeyspieler
- Smith, Crickett, US-amerikanischer Jazztrompeter

### Smith, Cu
- Smith, Curt (* 1961), britischer Musiker, Mitglied der Band Tears for FearsCurt Smith (* 1961)

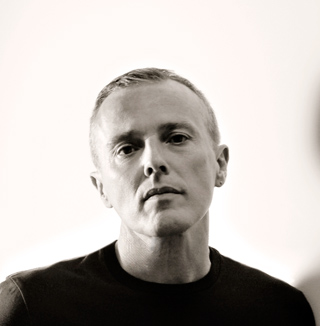
Curt Smith (* 1961)

### Smith, Cy
- Smith, Cyril (1928–2010), britischer Politiker
- Smith, Cyril Stanley (1903–1992), britischer Metallurge und Wissenschaftshistoriker
- Smith, Cyrus Rowlett (1899–1990), US-amerikanischer Handelsminister